# Quatre llibertats (Unió Europea)
Les quatre llibertats de la Unió Europea són els principis que porten a la creació i manteniment d'un mercat interior comú. Aquestes es refereixen a la lliure circulació de mercaderies, de capital, de servei i de persones i s'apliquen a tots els Estats membres de la Unió Europea. La lliure circulació de béns o mercaderies és l'inici de tot el procés d'unificació entre els diferents països, la Comunitat Econòmica Europea. La menys desenvolupada atén als serveis.
- La lliure circulació de mercaderies suposa la creació d'una unió de duanes, per la qual no es paguen impostos en exportar o importar béns entre els països membres. Aquest acord s'ha ampliat per incloure Andorra o San Marino, ubicats al mig d'una zona lliure de duanes.
- La lliure circulació de capitals es va accelerar notablement amb la introducció d'una divisa comuna, l'euro, que simplifica els pagaments i fa equivalents els preus als diferents indrets, ja que s'estalvia molt de temps i diners per no haver de canviar de moneda en travessar la frontera.
- La lliure circulació de serveis provoca que qualsevol persona pugui oferir el seu treball en un altre país sense haver de sol·lictar visats específics. L'extensió a l'empresa ha provocat alguns conflictes amb les legislacions estatals, en fase d'harmonització.
- La lliure circulació de persones implica que un membre de la UE pugui viatjar a un altre sense requerir permís, però també que hi pugui establir-se o estudiar; ja que es declara que és ciutadà europeu, amb els mateixos drets i obligacions arreu, establerts a partir del Tractat de Maastricht. S'hi han unit països veïns com Noruega, Islàndia i Suïssa.